# Gran Premio d’Italia
Gran Premio d’Italia – międzynarodowe zawody w łyżwiarstwie figurowym seniorów rozgrywane we Włoszech w 2021 roku. Wchodzą w cykl zawodów Grand Prix organizowanych przez Międzynarodową Unię Łyżwiarską zastępując chińskie zawody Cup of China.

## Medaliści

### Soliści
| Rok  | Miasto | Złoto         | Srebro         | Brąz          | Źr.   |
| ---- | ------ | ------------- | -------------- | ------------- | ----- |
| 2021 | Turyn  | Yuma Kagiyama | Michaił Kolada | Daniel Grassl | [ 2 ] |

### Solistki
| Rok  | Miasto | Złoto             | Srebro         | Brąz            | Źr.   |
| ---- | ------ | ----------------- | -------------- | --------------- | ----- |
| 2021 | Turyn  | Anna Szczerbakowa | Majia Chromych | Loena Hendrickx | [ 3 ] |

### Pary sportowe
| Rok  | Miasto | Złoto                  | Srebro                | Brąz                                   | Źr.   |
| ---- | ------ | ---------------------- | --------------------- | -------------------------------------- | ----- |
| 2021 | Turyn  | Sui Wenjing / Han Cong | Peng Cheng / Jin Yang | Julija Artiemjewa / Michaił Nazaryczew | [ 4 ] |

### Pary taneczne
| Rok  | Miasto | Złoto                                   | Srebro                            | Brąz                               | Źr.   |
| ---- | ------ | --------------------------------------- | --------------------------------- | ---------------------------------- | ----- |
| 2021 | Turyn  | Gabriella Papadakis / Guillaume Cizeron | Madison Hubbell / Zachary Donohue | Aleksandra Stiepanowa / Iwan Bukin | [ 5 ] |